# Attenti al mostro
Attenti al mostro (Hyde and Hare) è un film del 1955 diretto da Friz Freleng. È un cortometraggio d'animazione della serie Looney Tunes, uscito negli Stati Uniti il 27 agosto 1955. Dal 1997 viene distribuito col titolo Bugs Bunny e Mr. Hyde.

## Trama
Bugs Bunny vive in un parco cittadino e riceve ogni mattina la visita di un uomo che gli porta delle carote. Un giorno Bugs propone all'uomo di adottarlo e quest'ultimo accetta, ma Bugs non sa che si tratta del dottor Jekyll. Arrivati a casa, mentre Bugs sta suonando il pianoforte, Jekyll si fa tentare dalla pozione da lui creata e la beve, trasformandosi nel mostruoso e sanguinario Mister Hyde che cerca subito di uccidere Bugs. Il coniglio fugge dal mostro per tutta la casa portandolo invece con sé quando si trasforma nuovamente in Jekyll a intermittenza, dal momento che Bugs non vede mai la trasformazione e rimane ignaro del fatto che i due siano la stessa persona. Alla fine Bugs si rifugia nel laboratorio e Jekyll, tornato definitivamente in sé, decide che getterà il resto della formula nello scarico. Entrato anche lui nel laboratorio, però, non ne trova più e chiede a Bugs se l'abbia bevuta; Bugs si sente insultato dall'insinuazione e decide di tornare al parco. Lì però si trasforma in un mostruoso coniglio verde e spaventa tutti gli anziani che stanno dando da mangiare ai piccioni. Avendo però mantenuto la sua solita personalità ed essendo ignaro della trasformazione, Bugs si chiede cosa gli sia preso.

## Distribuzione

### Edizione italiana
Il corto arrivò in Italia direttamente in televisione negli anni ottanta. Il doppiaggio fu eseguito dalla Effe Elle Due e diretto da Franco Latini su dialoghi di Maria Pinto. Nel 1997 ne fu eseguito un ridoppiaggio per l'uscita in VHS ad opera della Angriservices Edizioni diretto da Renzo Stacchi su dialoghi di Giorgio Tausani.

### Edizioni home video

#### VHS
Italia
- Carota party con Bugs Bunny & Marvin il Marziano (1997)

#### Laserdisc
- Looney Tunes After Dark (3 febbraio 1993)

#### DVD
Il corto fu pubblicato in DVD-Video in America del Nord nel primo disco della raccolta Looney Tunes Golden Collection: Volume 2 (intitolato Bugs Bunny Masterpieces) distribuita il 2 novembre 2004, in cui è visibile anche con la sola colonna musicale; il DVD fu pubblicato in Italia il 16 marzo 2005 nella collana Looney Tunes Collection, col titolo Bugs Bunny: Volume 2. Fu poi incluso nel primo disco della raccolta DVD Looney Tunes Spotlight Collection Volume 8, uscita in America del Nord il 13 maggio 2014.